# Kerberos

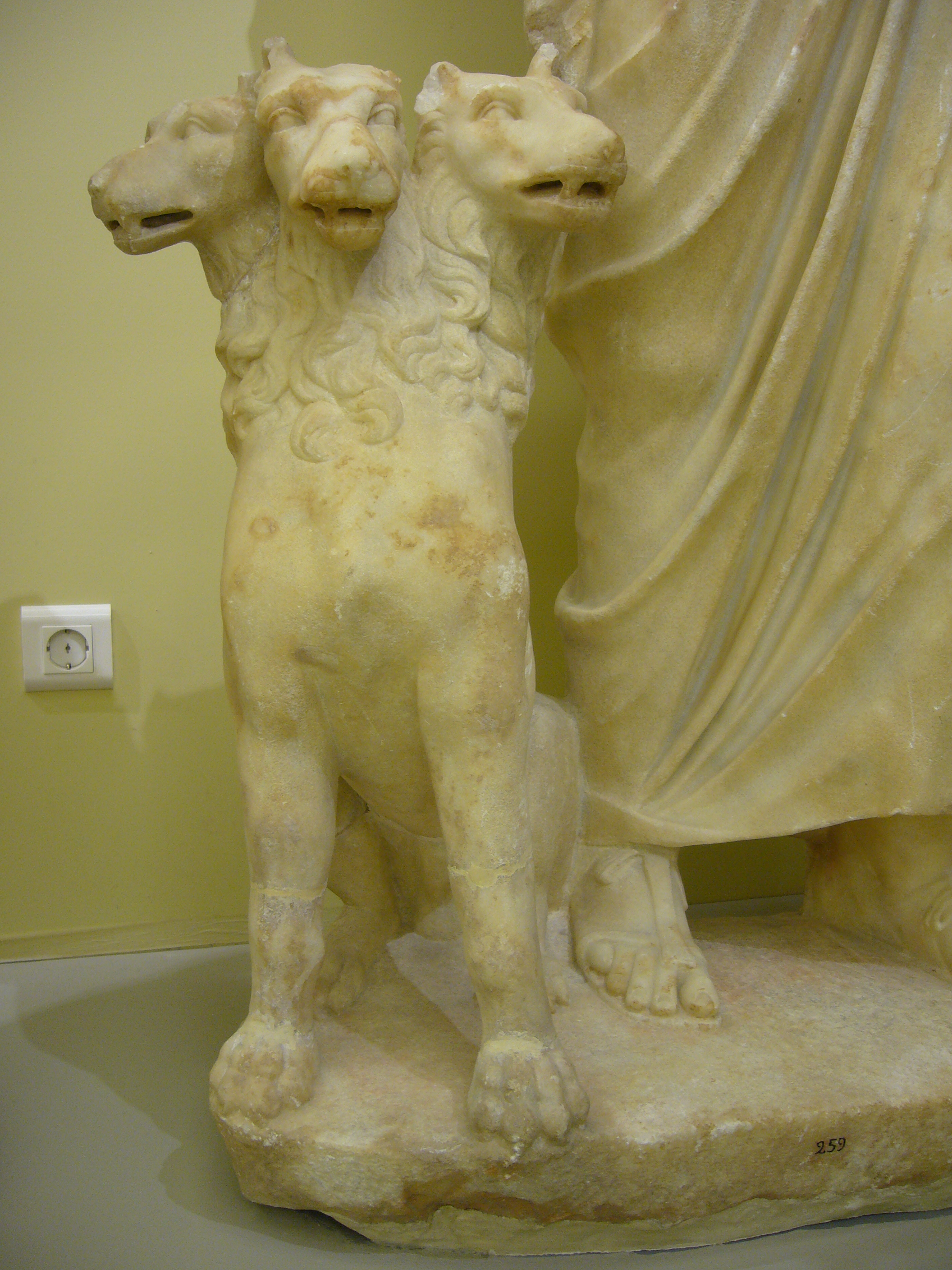
Kerberos zu Füßen des Hades, des Gottes der Unterwelt. Römische Marmorstatue, um 180 n. Chr. (Archäologisches Museum Iraklio, Kreta)

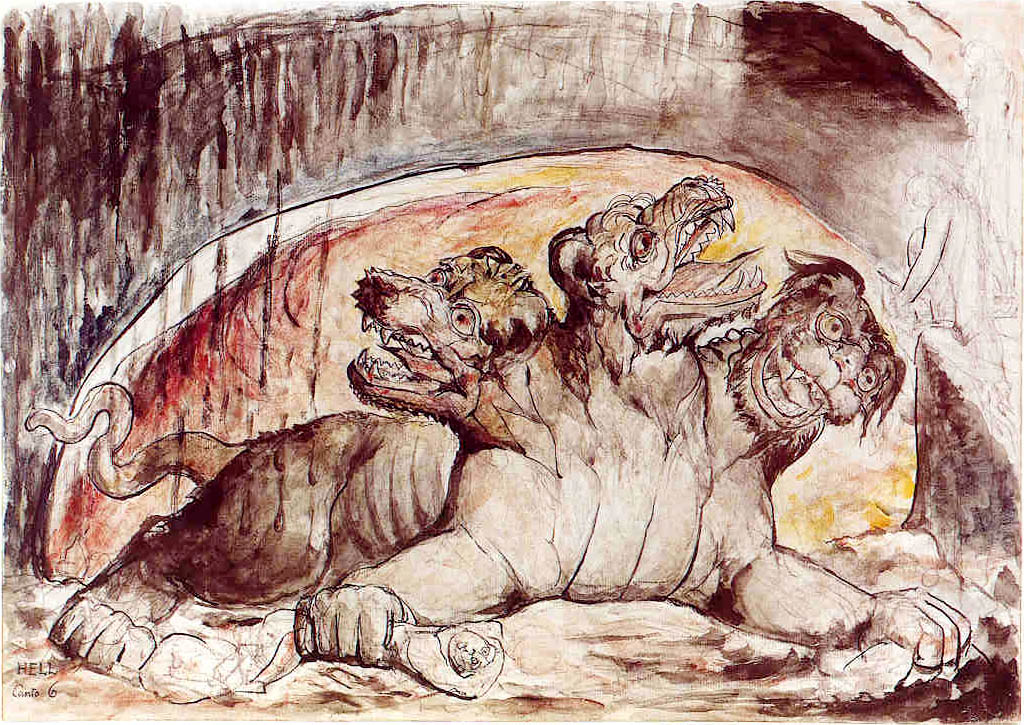
Inferno, Canto VI, 12-35, Cerberus – Zeichnung von William Blake (Illustration zu Dantes Göttlicher Komödie), 1825 (National Gallery of Victoria, Melbourne)

Kerberos (altgriechisch Κέρβερος Kérberos, latinisiert Cerberus, deutsch auch Zerberus oder Höllenhund – „Dämon der Grube“) ist in der griechischen Mythologie ein zumeist mehrköpfiger Hund, der den Eingang zur Unterwelt bewacht, damit kein Lebender eindringt und kein Toter herauskommt.

## Mythos
Kerberos wurde zumeist dreiköpfig geschildert, aber auch mit einem, zwei, fünfzig oder sogar mit hundert Köpfen. Die Dichter und Künstler versahen ihn oft mit einem Schlangenschwanz bzw. einer Schlange als Schwanz, Schlangenhaaren und Schlangenköpfen oder ganzen Schlangen auf dem Rücken. Sein Bellen klang metallisch und sein Atem war tödlich.
Die Sage berichtet, dass dem Kerberos, als ihn Herakles – wie es eine der ihm von Eurystheus gestellten Aufgaben war – gewürgt, gefesselt und zur Oberwelt verschleppt hatte, der Speichel aus dem Maul troff und davon die todbringend giftige Blume Akóniton aus dem Boden spross, hierzulande bekannt als Eisenhut. Auch Ovid erzählt in seinen Metamorphosen von dem Gift Aconitum: Medea habe es aus ihrer Heimat an der Küste des Schwarzen Meeres mitgebracht und versucht, damit den Theseus zu töten. Dieses Gift sei einst aus dem Geifer des wütenden Hundes zu einer Pflanze entsprungen.

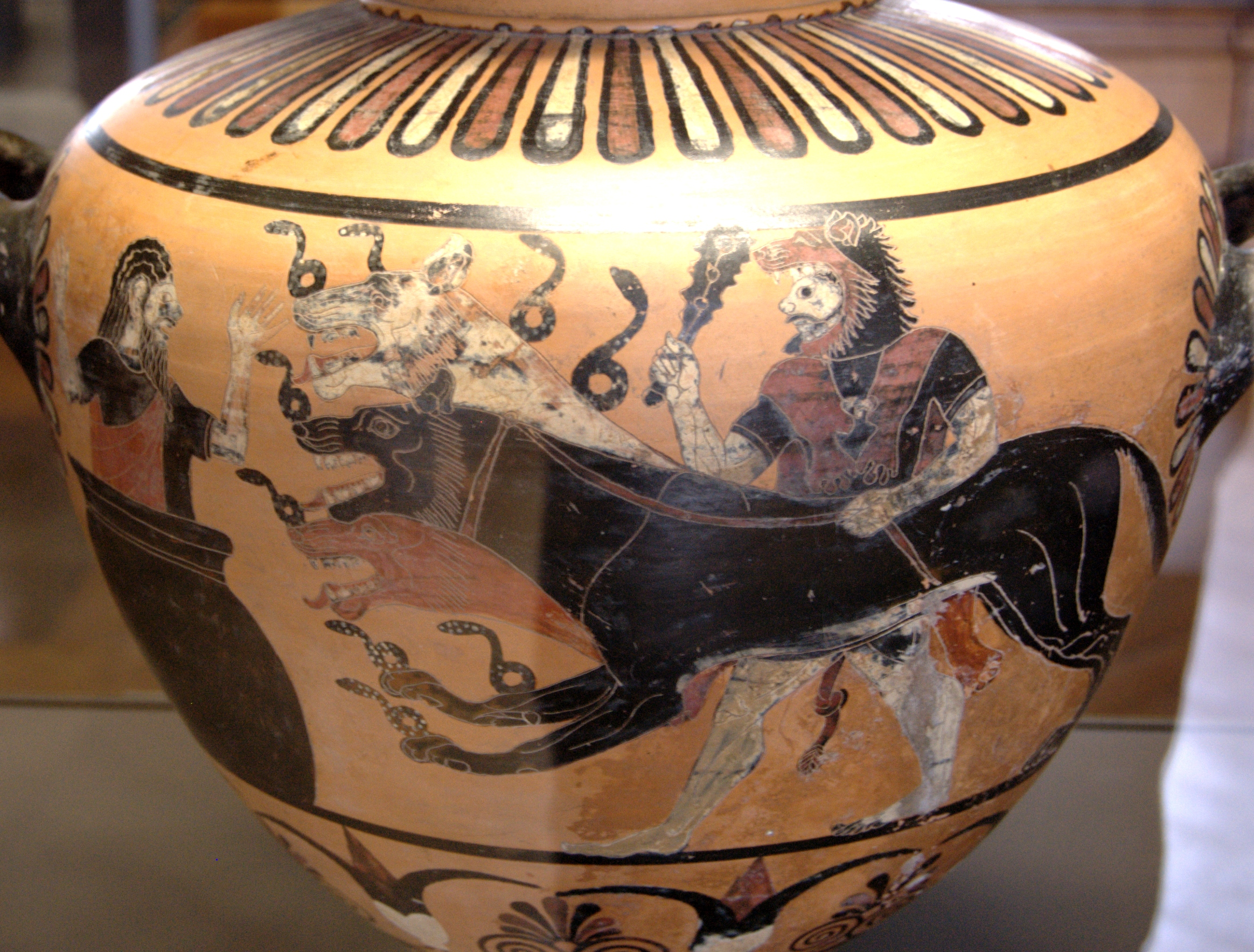
Herakles präsentiert Eurystheus den
von ihm im Kampf besiegten und aus der Unterwelt entführten Höllenhund. Caeretaner Hydria um 525 v. Chr. (Louvre, Paris)

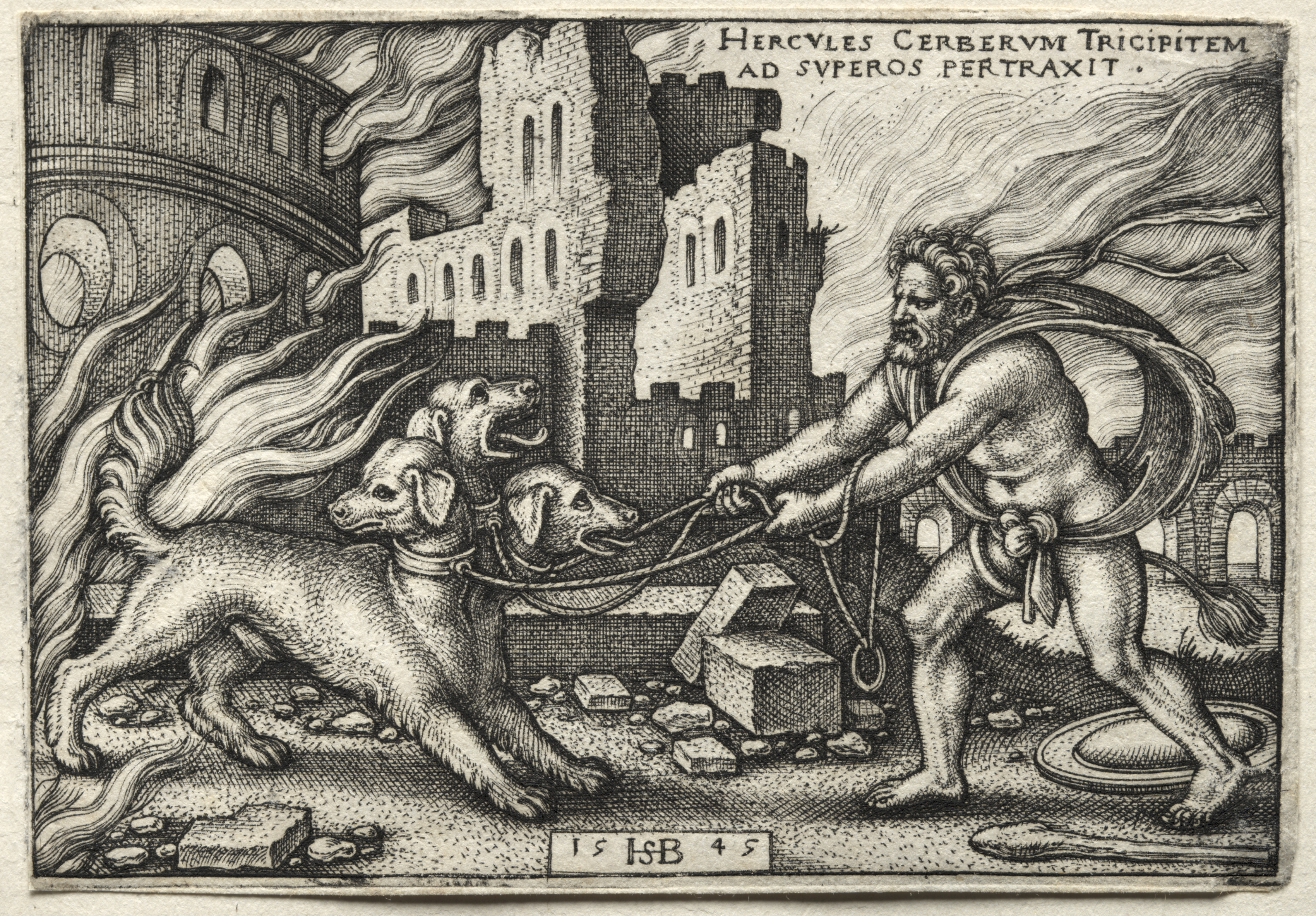
Herkules und Cerberus, Kupferstich von Hans Sebald Beham (1545)

In der Theogonie des Hesiod ist Kerberos ein Kind der Echidna und des Typhon, seine Geschwister sind die Chimära, die Hydra, der Nemeische Löwe, der zweiköpfige Hund Orth(r)os und die von diesem mit der Mutter gezeugte Sphinx. Hesiod schildert ihn als „…den blutrünstigen, den des Hades fünfzigköpfigen Hund mit der Kupferstimme.“
Orpheus brauchte nicht wie Herakles zu kämpfen, um den Kerberos zu besiegen. Er gelangte in die Unterwelt, um von dort seine Gemahlin Eurydike zurückzuholen, weil er den wütenden Wächter mit seinem Lyraspiel und seinem Gesang besänftigen konnte.
Psyche wiederum bestach ihn zweimal mit Honigkuchen, einmal beim Betreten und einmal beim Verlassen der Unterwelt. So schaffte sie es, den Auftrag der Venus zu erfüllen und dieser eine Dose mit der Schönheit der von Pluto in sein Reich entführten Proserpina zu bringen.
Honig war auch in dem Schlafmittel, das die Seherin Sibylla, die Aeneas zum Eingang zur Unterwelt begleitete, dem Hund gab, der „mit dreifach klaffenden Schlünden“ danach schnappte und sich betäubt hinstreckte, wie es in der Aeneis heißt.
Orte, von denen Menschen glaubten, dass sich dort der Eingang zur Unterwelt befinde, hinter dem die Bestie wacht, gibt es mehrere: Herakles soll an der kleinasiatischen Schwarzmeerküste bei Herakleia Pontike (heute Karadeniz Ereğli) hinabgestiegen sein. Homer ließ den Odysseus dagegen bei der „Stadt der kimmerischen Männer“ auf die Seele des Sehers Teiresias treffen. Nach einer späteren Auslegung wurde dieser Ort auch in der westlich von Neapel gelegenen Vulkanlandschaft vermutet. Dort soll sich auch der Ort befunden haben, an dem nach Vergil Aeneas das Reich der Toten betrat. Letztere sollen nach altem Glauben über den Acheron (Schwarzer Fluss) zum Averner See und von dort durch die Höhlen in den Kraterwänden des Vulkans Avernus in die Unterwelt gelangt sein. Orpheus wiederum fand den Eingang auf dem Tainaron an der Südspitze der Peloponnes. Pausanias berichtet in seiner Betrachtung Griechenlands, dass dieser bei Hermione im Nordosten der Peloponnes gewesen sei. Dionysos sei hier hinabgestiegen, um seine Mutter Semele aus dem Hades zu retten.
In Aristophanes’ Komödie Die Frösche ist nicht Kerberos der Türhüter der Unterwelt, sondern Aiakos, ein Sohn des Zeus, der wegen seines Gerechtigkeitssinns nach seinem Tod zum Richter der Unterwelt berufen wurde. Dieser ersetzt den Hund ebenfalls in satirischen Werken Lukians von Samosata.

## Rezeption

### Dantes Göttliche Komödie

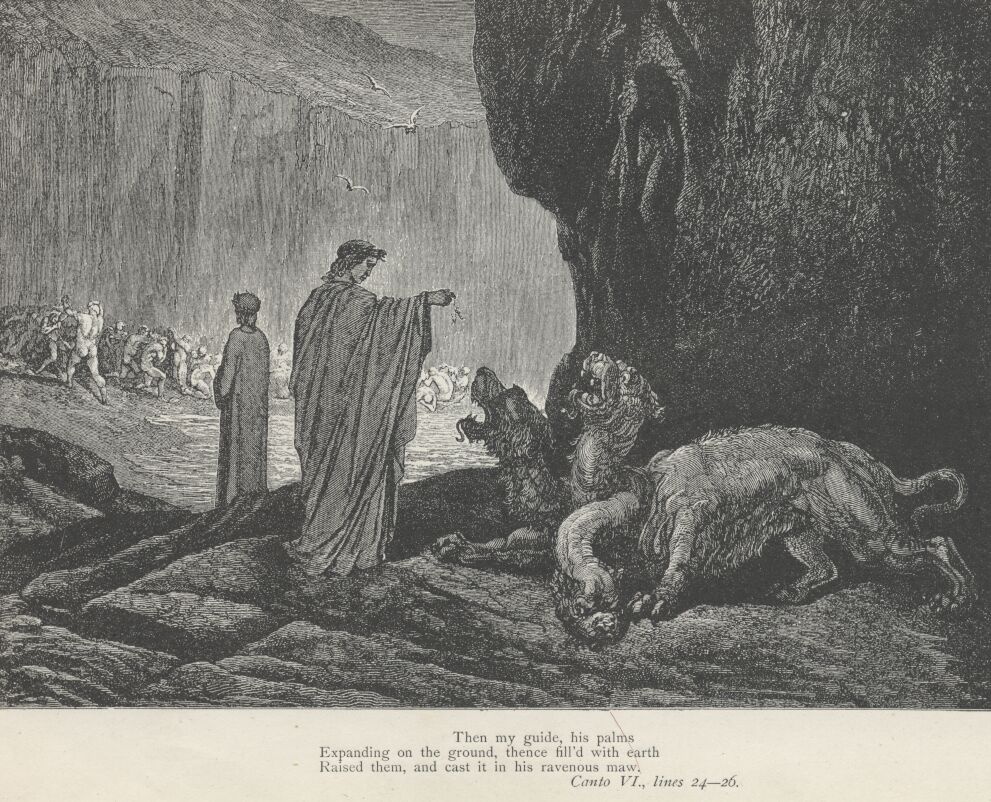
Illustration von Gustave Doré zu Dantes Göttlicher Komödie, 1861

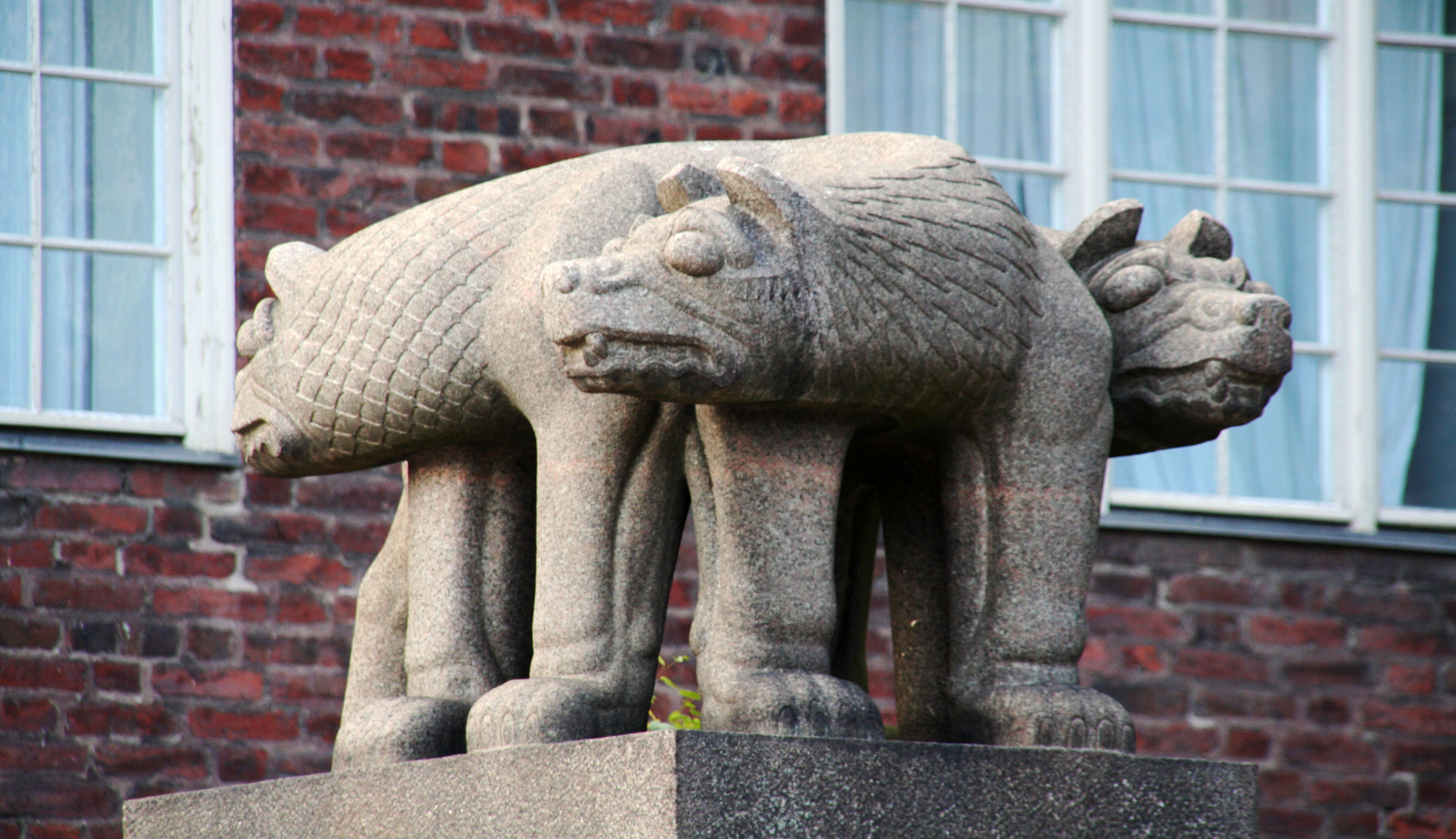
Kerberos bewacht den Innenhof der Königlich Technischen Hochschule in Stockholm.

Auch in Dantes Göttlicher Komödie, die der Dichter 1307 zu schreiben begann, kommt Kerberos vor. „Ein Untier, wild und seltsam, Zerberus, / Bellt, wie ein böser Hund, aus dreien Kehlen / Jedweden an, der dort hinunter muss.“ Dante trifft auf ihn, als er im dritten Kreis der Hölle (6. Gesang) angelangt ist, in dem die Schlemmer büßen – vom ewigen Regen durchnässt, in Schlamm und Kot versinkend. Diese bewacht er und heult „wie ein Hund“ über sie hin, die ebenso „wie Hunde heulen“. „Rot sind die Augen, schmutzigschwarz der Bart, / mächtig sein Wanst und scharf bekrallt die Tatzen / er kratzt, zerfleischt die Geister, vierteilt sie“ Kerberos ist grausam gegen die Toten und verkörpert zugleich das Laster, für das sie bestraft werden: die Völlerei. Doch ist deren zivilisierte Schlemmerei von einst in ihm, der nach altem Mythos durch Honigkuchen zu besänftigen war, zum rein Animalischen abgesunken. Vergil, der Führer Dantes durch die Hölle, hebt mit beiden Händen Dreck auf und wirft ihn dem Tier ins gefräßige Maul und bringt es so zum Schweigen. – Illustriert wurde diese Szene von Gustave Doré (siehe Abbildung).

### Redewendung
Im übertragenen – scherzhaften – Sinn wird ein strenger, grimmiger Wächter (beispielsweise ein Pförtner oder eine Chefsekretärin), im Besonderen auch ein verwegener Torwart als Zerberus bezeichnet.

### Biologie

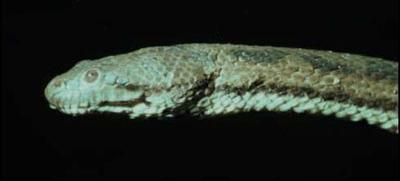
Giftige Schlangen mit einem Hundekopf ähnlichem Kopf tragen den Namen des Hundes mit dem Schlangenschwanz: Cerberus rynchops.

Cerberus heißt eine Gattung der Familie der Wassertrugnattern mit den vier Arten Cerberus australis, Cerberus microlepis, Cerberus rynchops und Cerberus dunsoni. Dies sind Schlangen, deren Kopf dem eines Hundes ähnelt (zu finden in Australien und Südostasien sowie auf den Palauinseln). Cerberus rynchops trägt auch den deutschen Namen Hundskopf-Wassertrugnatter. Wie alle Wassertrugnattern besitzen die Cerberus-Arten Giftzähne hinten im Maul (Trugnattern) und können auch dem Menschen gefährlich werden. Giftigkeit und Hundsköpfigkeit sind die Referenz zum mythologischen Wächter mit dem Schlangenschwanz. Darüber hinaus wurde im Jahr 2015 mit Kerberos eine Gattung aus der ausgestorbenen Gruppe der Hyaenodonta beschrieben. Die Hyaendonten repräsentieren fleischfressende Säugetiere, die möglicherweise mit den heutigen Raubtieren verwandt sind. Kerberos trat im Mittleren Eozän vor etwa 40 Millionen Jahren auf und gehört zu den größten terrestrischen Beutegreifern seiner Zeit.

### Informatik
Kerberos bezeichnet einen Authentifizierungsdienst für offene und unsichere Computernetze – zum Beispiel das Internet. Der Name für den elektronischen Torhüter ist dem Wächter der Unterwelt entlehnt – offenbar ein Prädikat für die Unbestechlichkeit bei der Kontrolle des Computernetzes. Hier sind gewissermaßen der Client, der Server, den der Client nutzen will, und der Kerberos-Server die drei Köpfe.

### Wirtschaft
Cerberus Capital Management ist ein internationales Private-Equity-Unternehmen mit Sitz in New York. Es heißt, für den Gründer Stephen Feinberg habe bei der Wahl des Namens Cerberus eine Rolle gespielt, dass einer der Köpfe des mythologischen Vorbilds immer wach gewesen sei, so, wie sein Unternehmen stets die Investitionen der Kunden bewachen solle.

### Harry-Potter-Reihe
Hier bewacht ein dreiköpfiger Riesenhund den Stein der Weisen. Er wurde allerdings vom monsterliebenden Wildhüter Rubeus Hagrid „Fluffy“ genannt und lässt sich – in Anlehnung an Orpheus – mit Musik zum Einschlafen bringen.

### Heraldik
Das dreiköpfige Fabelwesen ist in der Heraldik eine sehr seltene Wappenfigur. Bei der südfranzösischen Grenzgemeinde Cerbère handelt es sich um ein Redendes Wappen. Hier ist "Kerberos" im 3. Platz zu finden.

Muster
Cerbère

### Gesundheit
Die SARS-CoV-2-Subvariante BQ 1.1 wird oftmals in Anlehnung an Kerberos als Höllenhund bezeichnet.